# سندرم سیمپسون–گلابی–بیمل
سندرم سیمپسون–گلابی–بیمل (انگلیسی: Simpson–Golabi–Behmel syndrome) نوعی بیماری نادر مادرزادی است که موجب اختلالات قلبی، کلیوی، اسکلتی و چهره‌ای-جمجمه‌ای می‌گردد و یک بیماری ارثی وابسته به کروموزوم X است. زنانی که یک نسخه از ژن معیوب را دارند، حامل بیماری محسوب می‌شوند و درجاتی از تظاهرات بیماری نیز ممکن است در آنها دیده شود.
این بیماری نام خود را از سه پزشک متخصص کودکان به نام‌های «جو لی سیمپسون»، «مهین گلابی» و «آندریاس بیمل» می‌گیرد که این بیماری را کشف و توصیف نمودند.

## انواع
این سندرم دو نوع متفاوت دارد که هر یک، در اثر جهش در دو ژن مختلف ایجاد می‌شوند:
| نوع   | OMIM   | ژن     | جایگاه کروموزومی |
| ----- | ------ | ------ | ---------------- |
| SGBS1 | 312870 | GPC3   | Xq26             |
| SGBS2 | 300209 | CXORF5 | Xp22             |

## علائم بیماری
- جثهٔ بزرگ
- بزرگی زبان
- سن استخوانی زیاد
- بزرگی غیرطبیعی احشاء داخلی بدن
- هیپوگلیسمی نوزادی
- فتق مادرزادی دیافراگم
- چهرهٔ خشن و شبیه به بولداگ (زبان و آروارهٔ پائینی جلوآمده، پل بینی پهن، نوک بینی سربالا)
- دست و پاهای کوتاه با ناخن‌های نافرم
- انگشت‌چسبی
- پُرانگشتی
- سینه قیفی‌شکل
- پاچنبری
- نقص در تمایز ستون فقرات
- تعدد نوک پستان‌ها
- اختلالات ساختاری و هدایتی قلب
- کلیه‌های ناقص و سرشار از کیست
- هیپوتونی
- تشنج
- ناهنجاری مغزی
- اختلالات رشدی-تکاملی
- عقب‌ماندگی ذهنی (خفیف تا شدید)

## درمان
چون این سندرم به دلیل جهش ژنی ایجاد می‌شود، درمان قطعی برای آن وجود ندارد و هدف از درمان، مدیریت و کنترل علائم موجود است.